# Italiaanse bol

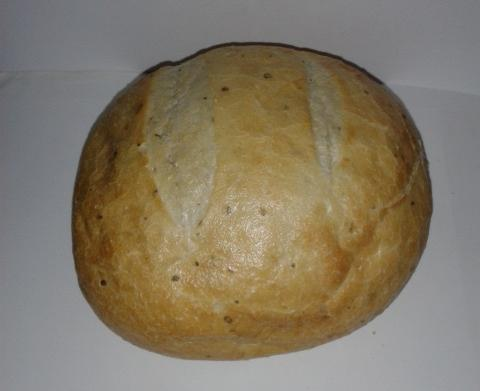
Een Italiaanse bol

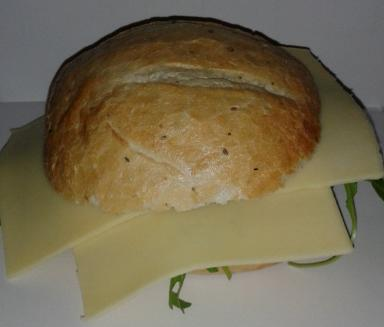
Een Italiaanse bol met kaas en rucola

De Italiaanse bol is een brood dat een vrij harde, krokante korst heeft en ruim tweemaal zo groot is als een kadetje. Meestal worden ze als koude pizza aangeboden, veelal belegd met kaas, chorizo, salami en groenten die rauw gegeten kunnen worden. Soms wordt de Italiaanse bol ook belegd met een pepertje uit het zuur.
Het deeg kan ook al vóór het bakken gekruid zijn, bijvoorbeeld met oregano of basilicum, wat een specifiek aroma aan de bollen geeft.
Andere Italiaanse broodsoorten:
- Ciabatta
- Focaccia
- Panettone